# Umberto Veruda

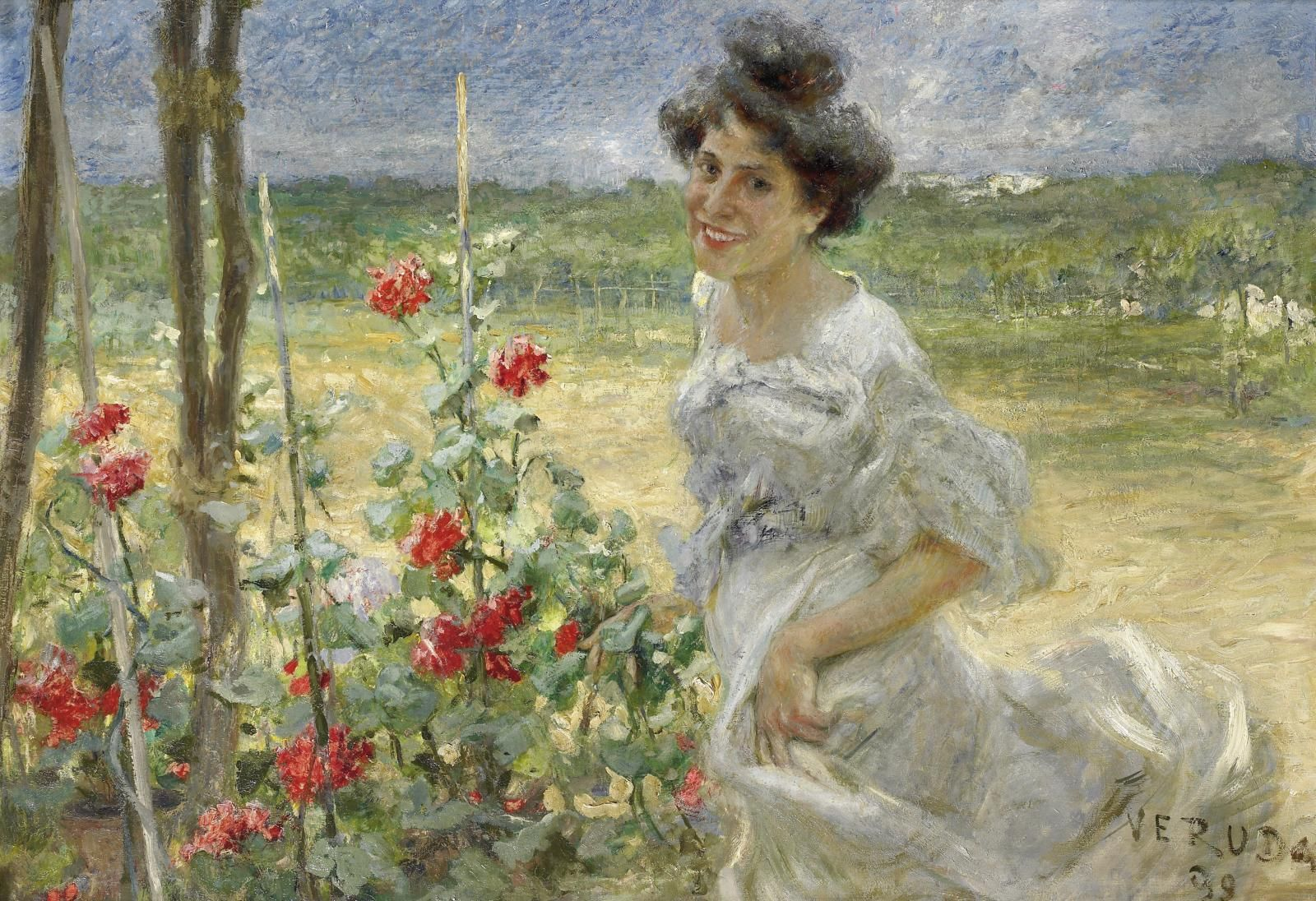
Giardino fiorito (1899)

Umberto Alessandro Augusto Veruda (Trieste, 6 aprile 1868 – Trieste, 29 agosto 1904) è stato un pittore austro-ungarico.

## Biografia
Nato a Trieste dalla musicista Augusta Verdier e da Alessandro, ingegnere, viene iniziato alla pittura da Raffaele Astolfi e nel 1884, su consiglio di Giuseppe Garzolini, si iscrive all’Accademia delle belle arti di Monaco di Baviera, importante e progressista centro artistico europeo, dove trova i concittadini Isidoro Grünhut, Vittorio Güttner e, negli ultimi mesi, Carlo Wostry.
Nel 1886 completa gli studi all'Académie Julian di Parigi, presso le classi di William-Adolphe Bouguereau e di Tony Robert-Fleury, dove si perfeziona nel disegno e viene a contatto con le opere di Pierre-Auguste Renoir, Federico Zandomeneghi, Camille Corot e Giovanni Boldini; in seguito, trascorre soggiorni a Vienna e a Venezia, dove studia le opere di Giacomo Favretto.
Di ritorno a Trieste, in compagnia di Wostry e Grünhut frequenta nel 1887 il locale Circolo Artistico, dove conosce lo scrittore Italo Svevo ed espone per la prima volta Il ritratto di un ragazzino nel noto negozio del mercante d'arte Giuseppe Schollian, vetrina fondamentale per gli artisti cittadini; nella prima fase della sua attività riceve critiche da parte del pubblico per il suo stile definito anticonformista e troppo originale.
In questo periodo costituisce una solida e duratura amicizia con Italo Svevo e la moglie Livia Veneziani: lo scultore Stefano Balli, protagonista del romanzo Senilità di Svevo, rappresenta infatti lo stesso Veruda e Il ritratto di ragazza del pittore raffigura Angiolina, la protagonista dello scritto.
La casa dello scrittore costituisce un importante ritrovo di intellettuali, industriali e rappresentanti dell'alta borghesia triestina, che apprezzano Veruda e ne divengono committenti di ritratti: imponente, infatti, la mole di tele prodotte dall'artista in questo periodo, nel quale l'artista ha forti necessità economiche.
Con l'opera Miserere, nel 1889 si aggiudica il concorso Rittmeyer che gli garantisce una borsa di studio di 600 fiorini all'anno, grazie alla quale trascorre un biennio di studio a Roma tra il 1890 e il 1891; nello stesso anno partecipa, vincendo il terzo premio, al concorso di composizione dell’Accademia di Monaco con l'allegorico La notte.
A Roma frequenta l'Associazione Artistica Internazionale, dove conosce Domenico Morelli e, nel 1890, presenta cinque opere all’Esposizione romana di Belle Arti, dove riscuote un buon successo di critica: il dipinto Sii onesta si aggiudica una medaglia d'argento e viene acquistato per 4000 lire dalla Galleria nazionale d'arte moderna di Roma.
Nel 1891 Sii onesta viene presentato all’Esposizione internazionale di Berlino; nello stesso anno, Veruda partecipa alla Promotrice di Napoli con Ritratto dello scultore Kopf, che l'anno successivo viene elargito di una medaglia d’oro all'Esposizione Nazionale di Palermo.
Di ritorno a Venezia, si dedica in prevalenza a temi mondani e scene di genere: il trittico Duetto, Terzetto e Quartetto è acquistato dall'imperatrice Sissi.
Nel 1896 è a Vienna, dove realizza ritratti ufficiali di esponenti dell’alta società e del famoso attore teatrale Adolf von Sonnenthal: l'anno successivo, partecipa all'Esposizione di Belle Arti del Circolo artistico di Trieste e, nel 1898, all'Esposizione Internazionale di Berlino con Epilogo, riproposta alla Biennale di Venezia del 1899.
Partecipa alla Biennale del 1901 con Ritratto di uno scultore, che riscuote ampi consensi e viene acquistato dalla Galleria d'Arte Moderna Ca' Pesaro di Venezia.
Nel 1902 partecipa all'Esposizione di Monaco di Baviera con Fondamenta San Vio, nel 1903 visita Londra dove riceve l'incarico di ritrarre il Duca di Marlborough e la moglie Consuelo Vanderbilt.
Nel 1904 è a Parigi; sconvolto per la morte della madre Augusta, l'amico Svevo gli offre ospitalità nella sua casa di Murano. In compagnia dei colleghi Italico Brass e Pieretto Bianco, riprende a dipingere sullo sfondo dell'isola di Burano, dove realizza Buranelle e avvia Fondamenta a Burano e Commenti, destinati alla Biennale di Venezia del 1905.
Il 29 agosto 1904 muore improvvisamente a causa di un'infiammazione intestinale acuta (più probabilmente un tumore), all'età di 36 anni; è sepolto nella cappella di famiglia presso il locale cimitero di Sant'Anna dove è presente un suo busto, opera dello scultore Giovanni Mayer, duplicato poi nel 1932 presso il Giardino pubblico Muzio de Tommasini della città giuliana.
All'amico Italo Svevo, che accudisce il padre Alessandro Veruda negli ultimi anni di vita, viene trasmesso in eredità un numero cospicuo di opere dell'artista, parte delle quali tuttora sono conservate presso la Collezione Svevo e altre andate perdute a causa della guerra.
Nel 1904, pochi mesi dopo la morte dell'artista, viene allestita una mostra retrospettiva nel Padiglione del Caffè Stella Polare a Trieste. Nel 1922, in occasione della XIII Biennale di Venezia, viene allestita una mostra retrospettiva con ventisette tele dell'artista, replicata poi nel 1946 alla Galleria San Giusto di Trieste.
All'interno dello storico Palazzo Costanzi è stata intitolata all'artista la Sala Umberto Veruda, che ospita abitualmente mostre ed eventi.

## Stile
(Silvio Benco in Pittori e scultori di Trieste, Salvatore Sibilia, L'Eroica, Milano 1922)
(Aristide Costellos, Concorsi Rittmeyer in L’Indipendente, Trieste, 4 ottobre 1891)
Personaggio estroso ed eccentrico, innovatore focalizzato principalmente sul ritratto, nonostante le influenze dei maestri del passato e dei contemporanei (come Tiziano, Diego Velázquez, Giacomo Favretto e Max Liebermann, fondatore della Secessione di Berlino che frequentò a lungo nel periodo bavarese), Veruda riesce a conservare una propria originalità e, pertanto, a essere identificato con uno stile personale che delinea gli aspetti interiori dell’animo umano e un forte utilizzo degli effetti di luce e dei colori puri, elementi tratti dalla conoscenza degli Impressionisti francesi.
Nei primi anni della sua attività, per motivi prettamente economici, produce una larga quantità di dipinti commissionati da personaggi della borghesia triestina senza introdurvi novità stilistiche, presenti invece nei ritratti destinati ad amici pittori e scultori, dove gli è consentita ampia libertà espressiva che viene regolarmente applicata nelle opere tardive, come la serie di ritratti di famiglia
dei duchi di Marlborough a Blenheim Palace, di fatto la sua commissione più rilevante.
Frequente anche la produzione di scene di genere, con soggetti tratti dall'estrazione popolare (Sii onesta!, Garanghelo, Buranelle).
Di fondamentale importanza l'amicizia fraterna con il concittadino Italo Svevo, con il quale condivide il mancato iniziale apprezzamento della critica a causa della sua pittura ritenuta eccessivamente moderna e rapida; il sostegno e l'appoggio reciproco tra i due amici rappresenta uno stimolo per il superamento delle difficoltà, così come per la diffusione ai posteri delle opere di Veruda, in gran parte ereditate dall'amico e raccolte a Villa Veneziani, casa di famiglia della moglie dello scrittore.

## Opere principali
- Arabo in preghiera (1886), olio su tela, collezione privata;
- Ritratto di un bambino della famiglia Diem (1887), olio su tela, collezione privata;
- Ritratto del pittore Giuseppe Garzolini (1887), olio su tela, collezione privata;
- Ritratto di uomo travestito da donna (1888), olio su tela, collezione privata;
- Il funerale della monaca (Miserere) o (Epilogo)(1889), olio su tela, Museo Revoltella, Trieste;
- Conversazione interessante (1889), olio su tela, Museo Revoltella, Trieste;
- Sii onesta! (1890), olio su tela, Galleria nazionale d'arte moderna, Roma;
- Il risveglio (1890), olio su tela, collezione privata;
- Ritratto di Riccardo Greenham (1890), olio su tela, collezione privata;
- Ritratto di Elisabetta Greenham (1890), olio su tela, collezione privata;
- Sansone alla macina (1891), olio su tela, Pinacoteca Giorgio Irneri di Trieste;
- Duetto (1891), olio su tela, collezione privata;
- Garanghelo (1892), olio su tela, collezione privata;
- Ritratto virile (1892), olio su tela, Museo civico Ala Ponzone, Cremona;
- Fruttivendola Veneziana (1892), olio su tela, collezione privata;
- Terzetto (1892), olio su tela, Pinacoteca Giorgio Irneri di Trieste;
- Tra amiche (1892), olio su tela, collezione privata;
- Quartetto (Nel salotto) (1892), olio su tela, Pomorski i povijesni muzej Hrvatskog primorja di Rijeka;
- Ritratto di Italo Svevo con la sorella Ortensia (1892), olio su tela, collezione privata;
- Ritratto del pittore Guido Grimani (1892), olio su tela, Museo Revoltella, Trieste;
- Ritratto del cantante Domenico Delfino (1892), olio su tela, Civico museo teatrale Carlo Schmidl, Trieste;
- Dichiarazione d’amore (1893), olio su tela, Museo Revoltella, Trieste;
- Ritratto di Marco Terni (1893), olio su tela, Museo Revoltella, Trieste;
- Fe’ d’altra vita disacerba il duolo (1893), olio su tela, collezione privata;
- La Cucitrice (1893), olio su tela, collezione privata;
- La Mendaressa (1893), olio su tela, collezione privata;
- L’uccellino morto (1893), olio su tela, collezione privata;
- Angolo di stanza con gatto (1893), olio su tela, collezione privata;
- Ritratto di ragazza (1893), olio su tela, Museo Revoltella, Trieste;
- Ritratto maschile (1894), olio su tela, Fondazione Cassa di Risparmio di Trieste;
- Il ritorno dei naufraghi (1894), olio su tela, Fondazione Cassa di Risparmio di Trieste;
- Sinfonia in rosa (1894), olio su tela, Civici Musei di Storia ed Arte, Trieste;
- Confidenze (1894), olio su tela, collezione privata;
- Susanna e i vecchioni (1895), olio su tela, collezione privata;
- Ritratto di Benedetto Marina (1895), olio su tela, collezione privata;
- In salotto (1896), olio su tela, collezione privata;
- Ritratto della signorina Fix di Vienna (1896), olio su tela, collezione privata;
- Ritratto del pittore Giuseppe Barison (1896), olio su tela, Museo Revoltella, Trieste;
- Ritratto di Leopoldo Schott (1896), olio su tela, collezione privata;
- Ritratto dei signori Friedländer (1896), olio su tela, collezione privata;
- Ritratto dell’attore Adolf Ritter von Sonnenthal (1897), olio su tela, collezione privata;
- Giardino fiorito (1899), olio su tela, collezione privata;
- Autoritratto (1899), olio su tela, Museo Revoltella, Trieste;
- Nudo di schiena (1900), olio su tela, Museo Revoltella, Trieste;
- Fondamenta San Vio (1900), olio su tela, collezione privata;
- Ritratto del pittore francese Philippe Favard (1900), olio su tela, collezione privata;
- Ritratto di uno scultore (Giovanni Mayer) (1901), olio su tela, Galleria d'Arte Moderna Ca' Pesaro di Venezia;
- Ritratto di Consuelo Vanderbilt (1903), olio su tela, Blenheim Palace, Oxfordshire[11];
- Ritratto di Charles Spencer-Churchill, IX duca di Marlborough (1903), olio su tela, Blenheim Palace, Oxfordshire;
- Fondamenta a Burano (1904), olio su tela, Museo Revoltella, Trieste;
- Commenti a Burano (1904), olio su tela, collezione privata;
- Ritratto del pittore Rafael Senet y Perez (1908), olio su tela, Fondazione Cassa di Risparmio di Trieste.